# Keijo Liinamaa
Keijo Antero Liinamaa (Mänttä, 6 aprile 1929 – Helsinki, 28 giugno 1980) è stato un politico e avvocato finlandese.Fu ministro capo ad interim della Finlandia dal 13 giugno al 30 novembre 1975.